# Abdullah Abu Zema
Abdullah Mohammad Abu Zema (Amman, 4 aprile 1976) è un allenatore di calcio ed ex calciatore giordano, di ruolo centrocampista, tecnico dell'Al-Wehdat.

## Caratteristiche tecniche
Era un trequartista.

## Carriera

### Giocatore

#### Nazionale
Ha debuttato in Nazionale il 24 settembre 1998, in Libia-Giordania (1-2). Ha messo a segno le sue prime due reti con la maglia della Nazionale il 18 agosto 1999, in Giordania-Palestina (2-0), gara in cui ha siglato la rete del momentaneo 1-0 al minuto 35 e la rete del definitivo 2-0 al minuto 58. Ha partecipato, con la Nazionale, alla Coppa d'Asia 2004. Ha collezionato in totale, con la maglia della Nazionale, 45 presenze e 12 reti.

### Allenatore
Ha cominciato la propria carriera da allenatore nel 2013: il 21 febbraio 2013 ha firmato un contratto con l'Al-Wehdat. Ha mantenuto l'incarico fino al 26 marzo 2015. Il 12 gennaio 2016 è stato nominato commissario tecnico della Nazionale giordana. Ha concluso la propria esperienza da c.t. il 15 dicembre dello stesso anno. Nella stagione 2017-2018 ha allenato l'Kuwait SC. Nell'agosto 2018 è diventato tecnico dell'Ansar. Nell'estate 2019 è stato ufficializzato il suo ritorno all'Al-Wehdat.

## Palmarès

### Giocatore

#### Club

##### Competizioni nazionali
- Campionato giordano di calcio: 5

Al-Wehdat: 1995-1996, 1996-1997, 1997, 1998, 2004-2005
- Campionato qatariota di calcio: 1

Al-Wakra: 2000-2001
- Coppa della Giordania: 2

Al-Wehdat: 1997, 2000
- Supercoppa della Giordania: 4

Al-Wehdat: 1997, 1998, 2000, 2005
- Jordan FA Shield: 2

Al-Wehdat: 2002, 2004

### Allenatore
- Campionato giordano di calcio: 2

Al-Wehdat: 2013-2014, 2014-2015
- Coppa della Giordania: 1

Al-Wehdat: 2013-2014
- Supercoppa della Giordania: 1

Al-Wehdat: 2014